# 아서 바타니데스

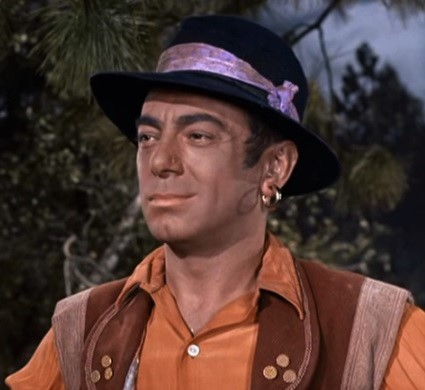

아서 바타니데스(Arthur Batanides, 1923년 4월 9일 ~ 2000년 1월 10일)는 미국의 배우, 텔레비전 배우, 영화배우이다.
터코마에서 태어났으며 로스앤젤레스에서 사망하였다.

## 영화
- 폴리스 아카데미 4 - 시민 순찰대 (1987년)
- 형사 브레이건 (1975년)
- 원더 우먼 - TV 시리즈 (1975년)
- 제5전선 (1966년)
- 서부를 향해 달려라 (1965년)
- 전투 (1962년)
- 거머리 여인 (1960년)
- 스파타커스 (1960년)
- 보난자 (1959년)
- 딜론 보안관 (1955년)